# Mike Pratt
Mike Pratt (* 7. Juni 1931 in London, England; † 10. Juli 1976) war ein britischer Komponist, Pianist und Schauspieler.

## Leben
Schon als Kind wollte Pratt Schauspieler werden. Zunächst arbeitete er jedoch wie sein Vater in der Werbebranche und jobbte beim Theater. Mit Freunden, darunter Lionel Bart, machte er einen Europatrip in einem ausgedienten Taxi.
1956 machte ihn Bart mit Tommy Hicks bekannt, der Gitarre spielte. Pratt war ein begeisterter Jazz-Musiker und spielte Piano. Zusammen gründeten sie die Band „The Cavemen“. Aus Tommy Hicks wurde Tommy Steele, und Pratt schrieb den ersten Hit der Gruppe, Rock With The Caveman, der Platz 13 der britischen Charts erreichte. Auch etliche weitere Songs von Tommy Steele stammen von Mike Pratt.
Pratt hatte auch eine eigene Band, die „Cotton Pickers“. Nebenbei war er immer auf der Suche nach Einsätzen als Schauspieler. Er schrieb auch Theaterstücke und Sketche für Shows. Für den Film The Duke Wore Jeans mit Tommy Steele schrieb Pratt die Story und die Songs. Im nächsten Film von Steele, Tommy the Toreador, kam mit Little White Bull der erfolgreichste Song vor, den Pratt komponierte.
Anfang der 1960er Jahre bekam Pratt mehr und mehr Rollen in Filmen und Fernsehserien. Meistens war er als Gangster zu sehen. So kämpfte er etwa in The Saint gegen Roger Moore. Pratt wurde eines der bekanntesten Film- und Fernsehgesichter Großbritanniens. Er starb 1976 an Lungenkrebs.

## Filmografie (Auswahl)
- 1964–1967: Simon Templar (The Saint) (Fernsehserie, 2 Folgen)
- 1965: Geheimauftrag für John Drake (Danger Man) (Fernsehserie, 4 Folgen)
- 1965: Ekel (Repulsion)
- 1966: Der Baron (The Baron) (Fernsehserie, 1 Folge)
- 1967: Der Mann mit dem Koffer (Man in a Suitcase) (Fernsehserie, 1 Folge)
- 1968: Ein Mann wie Hiob (The Fixer)
- 1968: The Champions (Fernsehserie, 1 Folge)
- 1968: Todestanz eines Killers (A Dandy in Aspic)
- 1969–1970: Randall & Hopkirk – Detektei mit Geist (Randall & Hopkirk (Deceased)) (Fernsehserie, 26 Folgen)
- 1970: UFO (Fernsehserie, 1 Folge)
- 1971: Jason King (Fernsehserie, 1 Folge)
- 1972: Callan (Fernsehserie, 1 Folge)
- 1973: Black Beauty (Fernsehserie, 4 Folgen)
- 1973: In der Schlinge des Teufels (The Vault of Horror)
- 1973: Task Force Police (Fernsehserie, 1 Folge)